# Carstairs (South Lanarkshire)
Carstairs, schottisch-gälisch: Caisteal Tarrais, ist eine Ortschaft in der schottischen Council Area South Lanarkshire beziehungsweise in der traditionellen Grafschaft Lanarkshire. Sie liegt rund sieben Kilometer nordöstlich von Lanark und 20 Kilometer südwestlich von Livingston.
Der Ortsname leitet sich von „Castle of Tarras“ ab. Wurde im 12. Jahrhundert noch der Name Casteltarras genutzt, ist seit dem 16. Jahrhundert Castlestairs in Gebrauch.

## Geschichte
Während der römischen Besatzung Schottlands befand sich nahe dem heutigen Carstairs das römische Fort Castledykes. Als Lehen wurde Carstairs 1765 als Burgh of Barony installiert. Die Erzbischöfe von Glasgow unterhielten eine Festung bei Carstairs, die jedoch bereits im 18. Jahrhundert mit Ausnahme der zugehörigen Kirche verschwunden war. Das Herrenhaus Carstairs House stammt aus dem 19. Jahrhundert.
Lebten 1861 noch 450 Personen in Carstairs, so stieg die Zahl moderat auf 528 im Jahre 1881 an. Schwankte die Einwohnerzahl in der zweiten Hälfte des 20. Jahrhunderts um 800, so wurden 2001 nur noch 690 Einwohner gezählt. Bei Zensuserhebung 2011 lebten 914 Personen in Carstairs.

## Verkehr
Die A70 (Edinburgh–Ayr) bildet die Hauptverkehrsstraße von Carstairs und schließt die Ortschaft direkt an das Fernstraßennetz an. Innerhalb weniger Kilometer besteht Anschluss an die A706 (Lanark–Bo’ness), die A721 (Kirkdean–Bellshill) und die A743 (Lanark–Ravenstruther).
Der östlich von Carstairs gelegene Bahnhof Carstairs wurde von der Caledonian Railway erbaut. Dort findet die Trennung der aus London kommenden Züge auf der West Coast Main Line mit den Zielbahnhöfen Glasgow oder Edinburgh statt. Auch der aus Carlisle kommende Caledonian Sleeper hält dort. Um den Bahnhof bildete sich die eigenständige Ortschaft Carstairs Junction.